# Ghost in the Shell: Megatech Body
Ghost in the Shell: Megatech Body è la colonna sonora ufficiale del videogame di Ghost in the Shell, prodotto dalla Exact per PlayStation.

## Lista delle tracce

### Disc 1
1. Ghost in the Shell - Takkyu Ishino
2. Firecracker - Mijk Van Dijk
3. Ishikawa Surfs The System - Brother From Another Planet
4. Spook & Spell (Fast Version) - Hardfloor
5. Featherhall - WestBam
6. The Vertical - Joey Beltram
7. Blinding Waves - Scan X
8. The Searcher Part II - The Advent
9. Spectre - BCJ
10. Can U Dig It - Dave Angel
11. To Be Or Not To Be (Off The Cuff Mix) - Derrick May

### Disc 2
1. Fuchi Koma - Mijk Van Dijk
2. Down Loader - The Advent
3. Thanato - BCJ
4. Moonriver - WestBam
5. Brain Dive - Mijk Van Dijk
6. Spook & Spell (Slow Version) - Hardfloor
7. Die Dunkelsequenz - WestBan
8. Section 9 Theme - Brother From Another Planet
9. So High - Dave Angel
10. To Be Or Not To Be (The Mix Of A Mix Mix) - Derrick May

### Vinyl Ltd.
1. Ghost in the Shell
2. Blinding Waves
3. Ishikawa Surfs The System
4. The Searcher Part I
5. Can U Dig It
6. Firecracker
7. Featherhall
8. Spectre
9. Mysterious Traveler (J.Q.Public Mix)
10. The Vertical

### Picture Vinyl Ltd.
1. Ghost in the Shell
2. Down loader
3. Section 9 Theme
4. Fuchi Koma
5. Spook & Spell (Slow Version)
6. To be or not to be (Off the cuff mix)